# Третій уряд Августина Волошина
Третій уряд Августина Волошина — четвертий незалежний автономний уряд Підкарпатської Русі в складі Чехословаччини. Існував з 6 по 15 березня 1939 року. Очолював уряд Августин Волошин.

## Історія
Перший автономний уряд Підкарпатської Русі в складі Чехословаччини був створений 11 жовтня 1938 року.
12 лютого 1939 року відбулися вибори до Сойму Карпатської України. 6 березня було сформовано новий склад уряду Підкарпатської Русі. До нього ввійшли 6 міністрів.
14 березня 1939 року про незалежність від Чехословаччини оголосила Словаччина. 15 березня Угорщина розпочала наступ на Карпатську Україну з метою її окупації. В цих умовах 15 березня 1939 року було проголошено незалежність Карпатської України. Після цього третій уряд Августина Волошина припинив існування, а натомість було створено уряд на чолі з Юліаном Реваєм.

## Склад
До складу уряду ввійшли 6 міністрів.
| Посада                               | Міністр          | Зображення | Початок терміну     | Кінець терміну       |
| ------------------------------------ | ---------------- | ---------- | ------------------- | -------------------- |
| Прем'єр-міністр                      | Августин Волошин |            | 6 березня 1939 року | 15 березня 1939 року |
| Міністр закордонних справ            | Юліан Ревай      |            | 6 березня 1939 року | 15 березня 1939 року |
| Міністр внутрішніх справ             | Юрій Перевузник  |            | 6 березня 1939 року | 15 березня 1939 року |
| Міністр господарства                 | Степан Клочурак  |            | 6 березня 1939 року | 15 березня 1939 року |
| Міністр фінансів та комунікацій      | Юлій Бращайко    |            | 6 березня 1939 року | 15 березня 1939 року |
| Міністр здоров'я та соціальної опіки | Микола Долинай   |            | 6 березня 1939 року | 15 березня 1939 року |